# Andreas Ingerman
Andreas Ingerman, född 10 augusti 1647 i Ås församling, Jönköpings län, död 29 oktober 1732 i Göteryds församling, Kronobergs län, var en svensk präst.

## Biografi
Andreas Ingerman föddes 1647 i Ingaryd i Ås församling. Han var son till bonden Anders Bengtsson och Anna Svensdotter. Ingerman blev 1671 student vid Uppsala universitet och dispituerade 1678 och 1679. Han avlade magisterexamen 1679 och prästvigdes 1680. År 1680 blev han kyrkoherde i Göteryds församling och 1695 häradsprost i Sunnerbo kontrakt. Ingerman avled 1732 i Göteryds församling.

### Familj
Ingerman gifte sig första gången 30 augusti 1680 med Maria Unnera (1646–1711). Hon var dotter till lektorn Gislo Unnerus och Helena Eriksdotter. Hon hade tidigare varit gift med kyrkoherden Andreas Dryander i Göteryds församling. Ingerman och Unnera fick tillsammans barnen kyrkoherden Andreas Ingerman i Göteryds församling, landshövdingen Josua Adlerbielke (1685–1774) i Malmöhus län och studenten Samuel Ingerman (1688–1710) vid Lunds universitet.
Ingerman gifte sig andra gången 4 oktober 1713 med Dorotea Rubenia (död 1730). Hon var dotter till kyrkoherden Nils Rubenius i Vittaryds församling. Hon hade tidigare varit gift med kyrkoherden Sven Tiliander i Pjätteryds församling.